# Jacqueline Kennedy Onassis
Jacqueline Lee Kennedy Onassis (de soltera Bouvier; Southampton, 28 de julio de 1929-Nueva York, 19 de mayo de 1994) fue una escritora y socialite estadounidense, que sirvió como primera dama de los Estados Unidos al ser la esposa del trigésimo quinto presidente, John F. Kennedy, durante su presidencia desde 1961 hasta el asesinato de éste en 1963. 
Fue la hija mayor del agente de bolsa de Wall Street, John Vernou Bouvier III, y de la socialite Janet Lee Bouvier. En 1951 se graduó con una licenciatura en literatura francesa de la Universidad George Washington y se fue a trabajar para el Washington Times-Herald como fotógrafa investigadora.
Conoció al entonces congresista John F. Kennedy en una cena en 1952. Ese noviembre, fue elegido como senador de los Estados Unidos en Massachusetts, y la pareja se casó en 1953. Tuvieron cuatro hijos, de los cuales dos murieron en la infancia. Como primera dama, fue conocida por su muy publicitada restauración de la Casa Blanca y su énfasis en las artes y la cultura. El 22 de noviembre de 1963, ella viajaba con el presidente en una caravana de automóviles en Dallas, Texas, cuando fue asesinado. En 1968, se casó con el armador grecoargentino Aristóteles Onassis; permanecieron casados hasta la muerte de Onassis en 1975. Durante las dos últimas décadas de su vida, Kennedy Onassis trabajó como editora de libros. 
Es recordada por su contribución a las artes y la preservación de la arquitectura histórica, su estilo, elegancia y gracia. Destacó como icono de la moda; su famoso traje rosa Chanel se ha convertido en un símbolo del asesinato de Kennedy y una de las imágenes perdurables de la década de 1960.
Figuró en 1999 en la lista de Gallup de las personalidades más admiradas en los Estados Unidos del siglo XX.

## Infancia

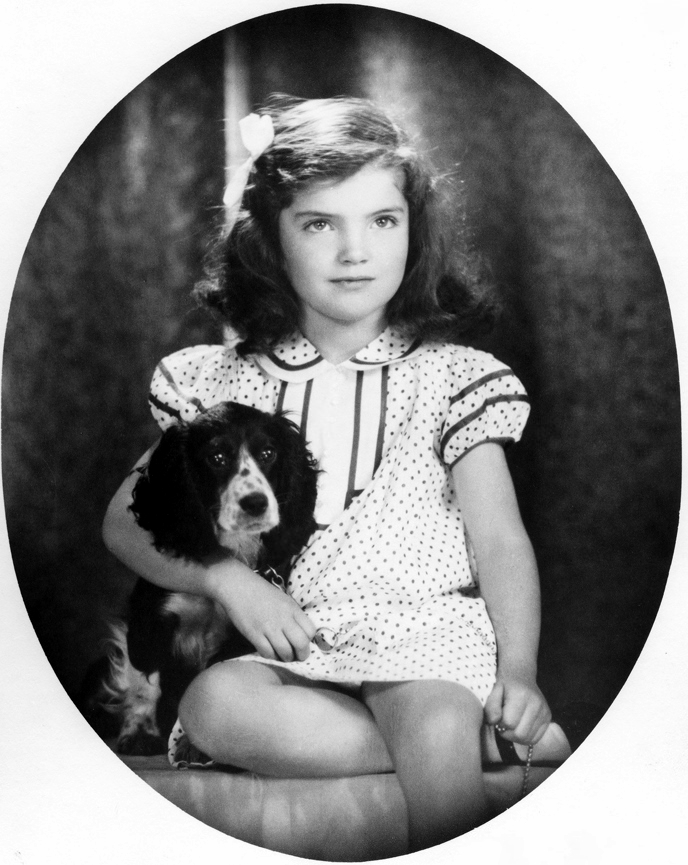
Jacqueline Bouvier en 1935.

Jacqueline Lee Bouvier nació en Southampton (Nueva York), hija del corredor de bolsa de Wall Street John Vernou Bouvier III y Janet Norton Bouvier. La hermana menor de Jackie, Lee Radziwill, nació en 1933. Los Bouvier se divorciaron en 1940. Janet se casó más tarde con el heredero de la Standard Oil, Hugh Dudley Auchincloss, Jr. en 1942 y tuvo dos hijos más: Janet Jennings Auchincloss y James Lee Auchincloss.
Su madre tenía ascendencia irlandesa y la de su padre incluía francesa, escocesa, e inglesa. Su bisabuelo materno emigró de Cork, Irlanda, y más tarde se convirtió en el superintendente de las Escuelas Públicas de la ciudad de Nueva York. Michel Bouvier, el tatara-tatara-abuelo paterno de Jacqueline, nació en Francia y fue contemporáneo de José Bonaparte y Stephen Girard. Él era un ebanista, carpintero de ribera, comerciante y especulador de bienes raíces radicado en Filadelfia. La esposa de Michel, Louise Vernou, era hija de John Vernou, un estanco émigré francés, y Elizabeth Clifford Lindsay, una mujer nacida en Estados Unidos. El abuelo de Jackie, John Vernou Bouvier Jr., fabricó una ascendencia más noble de su familia en su libro de historia familiar, Our Forebears («Nuestros antepasados»). Los estudios recientes y la investigación realizada por el primo de Jackie, John H. Davis en su libro The Bouviers: Portrait of an American Family («Los Bouvier: Retrato de una familia americana»), han refutado la mayoría de estos linajes de fantasía.
Jackie pasó sus primeros años en la ciudad de Nueva York y East Hampton (Nueva York), en la finca de la familia Bouvier, «Lasata». Tras el divorcio de sus padres, las hermanas Bouvier dividieron su tiempo entre las casas de su madre en McLean (Virginia) y Newport (Rhode Island), y las casas de su padre en la calle 74 125 (Manhattan) y Long Island. Jackie asistió a la Chapin School en la ciudad de Nueva York.
A una edad muy temprana, se convirtió en una amazona entusiasta, y montar a caballo siguió siendo una pasión de por vida.

## Educación y juventud
Jackie asistió a la escuela Holton-Arms de Bethesda, Maryland, desde 1942 hasta 1944, y la escuela de Miss Porter en Farmington, Connecticut, de 1944 a 1947.
Cuando hizo su debut en sociedad en 1947, el columnista de Hearst, Igor Cassini, la apodó «debutante del año».
A partir de 1947, Bouvier pasó sus dos primeros años de universidad en el Vassar College en Poughkeepsie, Nueva York, y luego pasó su primer año (1949-1950) en Francia – en la Universidad de Grenoble en Grenoble y en la Sorbona de París– en un programa de estudios en el extranjero a través del Smith College en Northampton (Massachusetts). Al regresar a casa a los Estados Unidos, se trasladó a la Universidad George Washington en Washington D. C.; se graduó en 1951 con un título de Bachelor of Arts en literatura francesa. La graduación universitaria de Bouvier coincidió con la graduación de preparatoria de su hermana, y las dos pasaron el verano de 1951 en un viaje por Europa. Este viaje fue el tema del único libro autobiográfico de Jacqueline, One Special Summer (Un verano especial), con su hermana como coautora; y también es la única de las publicaciones de Jacqueline que cuentan con sus dibujos.
Después de su graduación, Jackie fue contratada como «fotógrafa indagadora» para The Washington Times-Herald. La posición requería hacer preguntas ingeniosas a individuos escogidos al azar en la calle y tomar sus fotos para ser publicadas en el periódico junto a citas seleccionadas de sus respuestas. Durante este tiempo, estuvo comprometida con un joven corredor de bolsa, John Husted GW, Jr., durante tres meses. Bouvier más tarde tomó clases de educación continua de Historia de América en la Universidad de Georgetown en Washington D. C.

## Matrimonio con Kennedy y familia

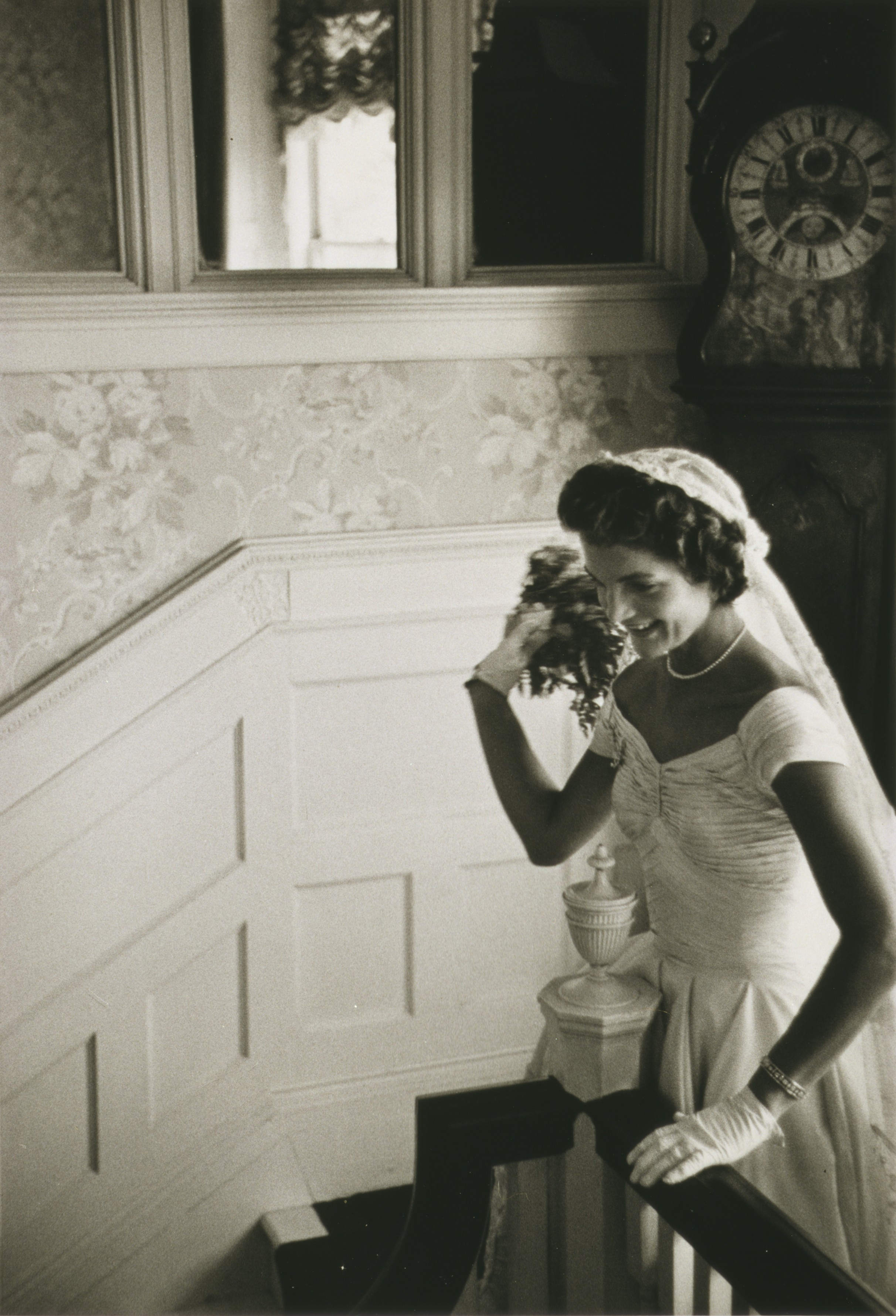
Jacqueline Kennedy en Hammersmith Farm de Newport, Rhode Island, el día de su boda, 12 de septiembre de 1953.

Jacqueline y el entonces representante de los Estados Unidos, John Kennedy pertenecían al mismo círculo social y asistían a menudo a los mismos eventos. Fueron presentados formalmente por un amigo en común, el periodista Charles L. Bartlett, en una cena en mayo de 1952. John Kennedy estaba entonces ocupado postulándose para el Senado de los Estados Unidos pero después de su elección en noviembre, la relación se volvió más seria y llevó a su compromiso, anunciado oficialmente el 25 de junio de 1953.
Se casaron el 12 de septiembre de 1953, en la iglesia St. Mary en Newport, Rhode Island, en una misa celebrada por el arzobispo de Boston Richard Cushing. La boda fue considerada como el evento social de la temporada, con un estimado de 700 invitados a la ceremonia y 1200 en la recepción que siguió en Hammersmith Farm.
El pastel de boda fue creado por la panadería de Plourde en Fall River, Massachusetts. El vestido de novia, hoy conservado en la Biblioteca y Museo Presidencial de John F. Kennedy en Boston, Massachusetts, y los vestidos de sus damas de honor fueron creados por la diseñadora Ann Lowe de la ciudad de Nueva York.
Los recién casados fueron de luna de miel a Acapulco, México, antes de instalarse en su nuevo hogar, Hickory Hill en McLean (Virginia). Detrás del glamur, la pareja se enfrentó a varios reveses personales. John tenía algunos problemas de salud serios entonces desconocidos por el público: sufría de la enfermedad de Addison y de un crónico y a veces debilitante dolor de espalda debido a una herida de guerra. Durante el otoño y el invierno de 1954, se sometió a dos delicadas operaciones espinales que casi resultaron fatales. Además, Jackie sufrió un aborto natural en 1955 y dio a luz a una hija muerta llamada Arabella en 1956.
La pareja terminó vendiendo su mansión de Hickory Hill al hermano de John, Robert Kennedy, su esposa Ethel Kennedy y su familia en crecimiento, y compraron una casa en la calle N en Georgetown. Jackie posteriormente dio a luz a una segunda hija, Caroline, en 1957, y un hijo, John-John, en 1960, ambos mediante cesárea. Un segundo hijo, Patrick, nació prematuramente en una cesárea de emergencia el 7 de agosto de 1963, y murió dos días después.
| Nombre                                   | Nacimiento              | Fallecimiento        | Notas |
| ---------------------------------------- | ----------------------- | -------------------- | --- |
| Arabella Kennedy                         | 23 de agosto de 1956    | 23 de agosto de 1956 | Muerte fetal. |
| Caroline Bouvier Kennedy                 | 27 de noviembre de 1957 |                      | Contrajo matrimonio con Edwin Schlossberg; tiene dos hijas y un hijo. Es la última sobreviviente del matrimonio de Jacqueline y John F. Kennedy. |
| John Fitzgerald «John-John» Kennedy, Jr. | 25 de noviembre de 1960 | 16 de julio de 1999  | Editor de revistas y abogado. Contrajo matrimonio con Carolyn Bessette. Perecieron en un accidente aéreo, al igual que Lauren Bessette, la hermana de Carolyn, el 16 de julio de 1999, cerca de Martha's Vineyard en una avioneta Piper Saratoga II HP pilotada por Kennedy. |
| Patrick Bouvier Kennedy                  | 7 de agosto de 1963     | 9 de agosto de 1963  | Murió con dos días de la enfermedad de la membrana hialina, hoy más comúnmente llamada síndrome de distrés respiratorio. |

## Primera dama de los Estados Unidos

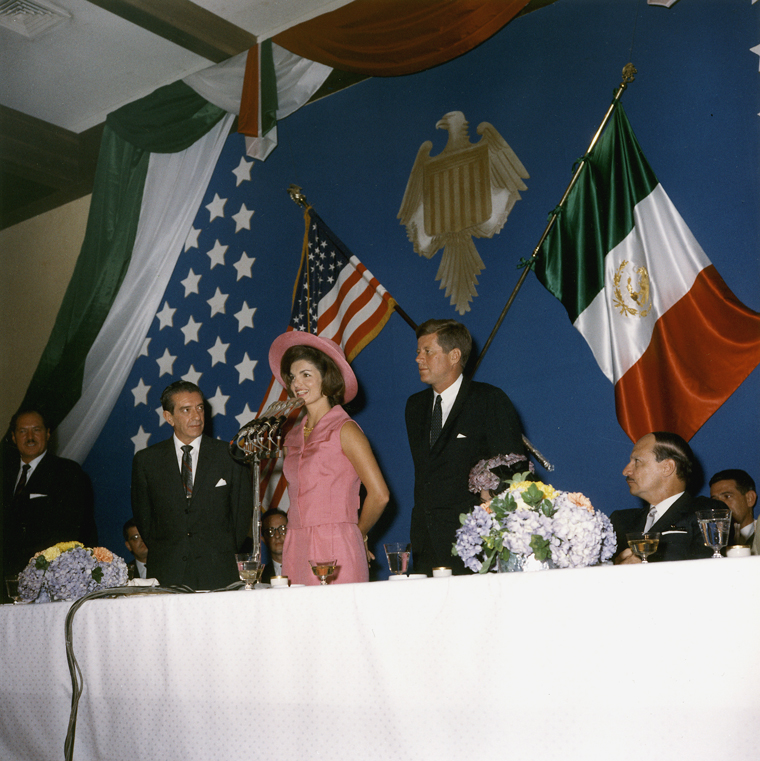
El presidente de México Adolfo López Mateos junto a la primera dama Jacqueline Kennedy y el presidente John F. Kennedy, en la visita que este último realizó a México en 1962.

El 8 de noviembre de 1960, el demócrata John F. Kennedy derrotó por poco al oponente republicano Richard Nixon en las elecciones presidenciales de los Estados Unidos. Poco más de dos semanas después, el 25 de noviembre, Jacqueline dio a luz al primer hijo varón de la pareja, John F. Kennedy, Jr., a través de una cesárea. Pasó dos semanas recuperándose en el hospital, durante la cual los medios informaron los detalles más minuciosos de las condiciones de ella y de su hijo en lo que se ha considerado la primera noticia de interés nacional en la familia Kennedy. 
Su esposo fue juramentado como presidente el 20 de enero de 1961. Como pareja presidencial, los Kennedy se diferenciaron de los Eisenhower por su afiliación política, juventud y su más intensa relación con los medios. El historiador Gil Troy señaló que, en particular, «enfatizaban apariencias vagas en lugar de logros específicos o compromisos apasionados» y, por lo tanto, encajaban bien en la «cultura fría orientada a la televisión» de principios de los sesenta. Con 31 años, Jacqueline se convirtió en la tercera más joven de las primeras damas de la historia estadounidense, después de Frances Cleveland y Julia Tyler. Las opiniones sobre las elecciones de moda de Jacqueline se mantuvieron durante sus años en la Casa Blanca, y con su elegancia se convirtió en un icono de moda internacional y en una pionera, contratando al diseñador estadounidense Oleg Cassini para diseñar su guardarropa. Ella fue la primera esposa presidencial en contratar a una secretaria de prensa, Pamela Turnure, y manejó cuidadosamente su contacto con los medios de comunicación, generalmente evitando hacer declaraciones públicas y controlando estrictamente la medida en que sus hijos fueron fotografiados. Kennedy fue retratada por los medios como la mujer ideal, la académica principal Maurine Beasley observa que ella «creó una expectativa poco realista de los medios para las primeras damas que desafiaría a sus sucesoras». Sin embargo, la primera dama atrajo la atención pública positiva en todo el mundo y ganó aliados para la Casa Blanca y el apoyo internacional para la administración Kennedy y sus políticas de la Guerra Fría. 
Aunque Kennedy declaró que su prioridad como primera dama era cuidar del presidente y sus hijos, también dedicó su tiempo a la promoción de las artes americanas y la preservación de su historia. La restauración de la Casa Blanca fue su principal contribución, pero también promovió la causa al organizar eventos sociales que reunieron a figuras de la élite de la política y las artes. Celebró actos especiales en honor a los ganadores del premio Nobel y transformó las cenas de estado.  

### Restauración de la Casa Blanca
Jacqueline Lee Kennedy había visitado la Casa Blanca dos veces antes de convertirse en primera dama, la primera vez como turista en una excursión de su escuela primaria en 1941 y nuevamente como invitada de Mamie Eisenhower poco antes de la investidura de su esposo. Se consternó al descubrir que las habitaciones de la mansión estaban amuebladas con piezas poco distinguidas que mostraban poca importancia histórica y convirtió en su primer gran proyecto como primera dama el restaurar su carácter histórico. En su primer día en la residencia, comenzó sus esfuerzos con la ayuda de la decoradora de interiores Sister Parish. Decidió hacer que los alojamientos familiares fueran atractivos y adecuados para la vida familiar al agregar una cocina en el piso familiar y nuevas habitaciones para sus hijos. Los $ 50.000 que se había apropiado para este esfuerzo casi se agotaron de inmediato. Continuando con el proyecto, estableció un comité de bellas artes para supervisar y financiar el proceso de restauración y solicitó el asesoramiento del primer experto estadounidense en muebles Henry du Pont. Para resolver el problema de financiación, se publicó una guía de la Casa Blanca, cuyas ventas se utilizaron para la restauración. Trabajando con Rachel Lambert Mellon, Kennedy también supervisó el rediseño y la replantación del jardín de rosas de la Casa Blanca y East Garden, este último pasando a llamarse jardín de Jacqueline Kennedy después del asesinato de su esposo. Además, Kennedy ayudó a detener la destrucción de casas históricas en Lafayette Square en Washington D. C., porque sintió que estos edificios eran parte importante de la capital de la nación y desempeñaban un papel esencial en su historia. 
Antes de los años de Kennedy como primera dama, los presidentes y sus familias habían sacado muebles y otros artículos de la Casa Blanca cuando partieron; esto llevó a la falta de piezas históricas originales en la mansión. Para rastrear estos muebles faltantes y otras piezas históricas de interés, ella personalmente escribió a posibles donantes. También inició un proyecto de ley del Congreso que establece que los muebles de la Casa Blanca serán propiedad del Instituto Smithsoniano, en lugar de estar disponibles para los expresidentes que los reclamaban como propios, y fundó la Asociación Histórica de la Casa Blanca, el Comité para la Preservación de la Casa Blanca, el cargo de conservador permanente de la Casa Blanca, el Fideicomiso de Dotación de la Casa Blanca y el Fideicomiso de Adquisición de la Casa Blanca. Ella fue la primera esposa presidencial en contratar a un comisario de la Casa Blanca. 
El 14 de febrero de 1962, Jacqueline llevó a los espectadores estadounidenses en una gira televisada por la Casa Blanca con Charles Collingwood de la cadena CBS News. En el recorrido, declaró que «siento con tanta fuerza que la Casa Blanca debería tener una colección de cuadros estadounidenses lo mejor posible. Es tan importante el escenario en el que se presenta la presidencia al mundo, a los visitantes extranjeros. Los estadounidenses deberían estar orgullosos de ello. Tenemos una civilización tan grande. Tantos extranjeros no se dan cuenta. Creo que esta casa debería ser el lugar donde lo veamos mejor». El programa fue visto por 56 millones de televidentes en los Estados Unidos, y luego fue distribuido a 106 países. Kennedy ganó un premio especial de la Academia de Artes y Ciencias de Televisión por ello en los Premios Emmy en 1962, que Lady Bird Johnson aceptó en su nombre. Kennedy fue la única primera dama en ganar un Emmy.

### Viajes al extranjero
Durante la presidencia de su esposo, Kennedy realizó muchas visitas oficiales a otros países, sola o con el presidente, más que cualquiera de las primeras damas anteriores. A pesar de la preocupación inicial de que ella podría no tener «atractivo político», se hizo popular entre los dignatarios internacionales. Antes de la primera visita oficial de los Kennedy a Francia en 1961, un especial de televisión fue filmado en francés con la primera dama en el césped de la Casa Blanca. Después de llegar al país, impresionó al público con su habilidad para hablar francés, así como su amplio conocimiento de la historia de Francia. Al finalizar la visita, la revista Time alabó a la primera dama y señaló: «También estaba ese tipo que vino con ella». Incluso el presidente Kennedy bromeó: «Soy el hombre que acompañó a Jacqueline Kennedy a París, ¡y lo he disfrutado!». 

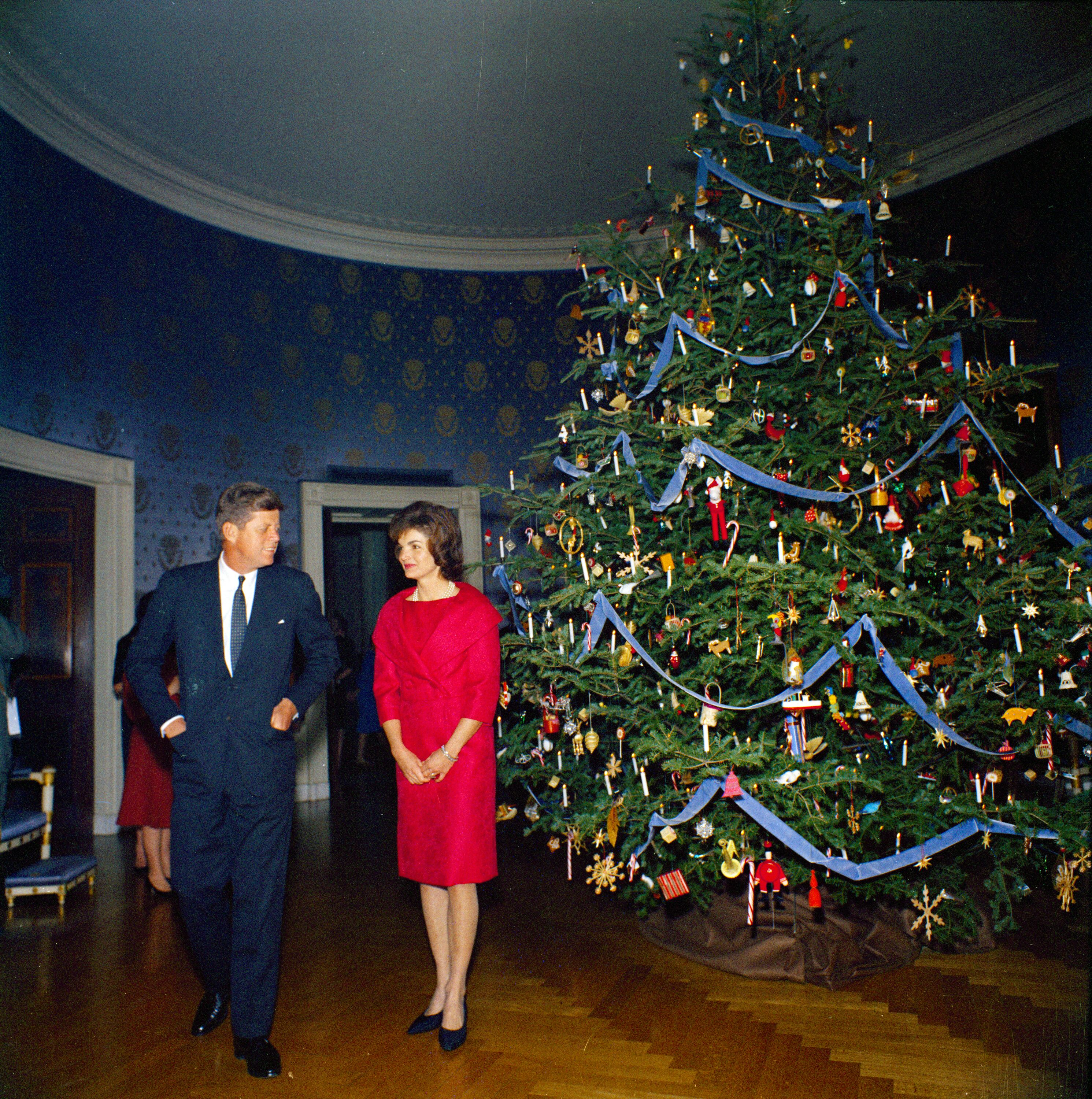
John y Jacqueline Kennedy en la Navidad de 1962.

Desde Francia, los Kennedy viajaron a Viena, Austria, donde se reunieron con el primer ministro soviético Nikita Khrushchev, cuando se le pidió que tomara la mano del presidente para una foto, declaró: «Me gustaría estrecharle la mano primero». Khrushchev más tarde le envió un cachorro, importante por ser descendiente de Strelka, un perro que había ido al espacio durante una misión espacial soviética. 
A instancias del embajador de los Estados Unidos en la India, John Kenneth Galbraith, Kennedy realizó una gira por India y Pakistán con su hermana Lee Radziwill en 1962, que fue ampliamente documentada por el fotoperiodismo de la época, así como en los diarios y memorias de Galbraith. Un caballo llamado Sardar le fue regalado por el presidente de Pakistán, Ayub Khan, ya que había descubierto en su visita a la Casa Blanca que él y la primera dama tenían un interés común en los caballos. La corresponsal de la revista Life Anne Chamberlin escribió que Kennedy «se comportó magníficamente» aunque señaló que su audiencia era más pequeña que la que había atraído el presidente Dwight Eisenhower y la reina Isabel II cuando visitaron previamente estos países. Además de estos viajes publicitados durante los tres años de la administración Kennedy, también viajó a países como Afganistán, Austria, Canadá, Colombia, Inglaterra, Grecia, Italia, México, Marruecos, Turquía y Venezuela. En mayo de 1962 acompañó a su esposo en una visita oficial a México, donde fueron recibidos por el presidente Adolfo López Mateos. A diferencia su esposo, Kennedy hablaba el español con fluidez, y lo usaba para dirigirse al público latinoamericano.

### Muerte de Patrick B. Kennedy
A principios de 1963, Jacqueline estaba nuevamente embarazada, lo que la llevó a reducir sus deberes oficiales. Pasó la mayor parte del verano en un hogar que ella y el presidente habían alquilado en Squaw Island, que estaba cerca del complejo Kennedy en Cape Cod, Massachusetts. El 7 de agosto (cinco semanas antes de la fecha programada), se puso de parto y dio a luz a un niño, Patrick Bouvier Kennedy , a través de una cesárea de emergencia en la cercana Base de la Fuerza Aérea de Otis. Los pulmones del bebé no estaban completamente desarrollados, y fue transferido de Cape Cod al Boston Children's Hospital, donde murió de una enfermedad de la membrana hialina dos días después del nacimiento. Jacqueline había permanecido en la base de la Fuerza Aérea Otis para recuperarse después de la cesárea; su esposo fue a Boston para estar con su hijo pequeño y estuvo presente cuando murió. El 14 de agosto, el presidente regresó a Otis para llevarla a su casa y dio un discurso improvisado para agradecer a las enfermeras y aviadores que se habían reunido en su suite. En agradecimiento, presentó al personal del hospital litografías enmarcadas y firmadas de la Casa Blanca. 
La primera dama se vio profundamente afectada por la muerte del bebé y procedió a entrar en un estado depresivo. Sin embargo, la pérdida de su hijo tuvo un impacto positivo en el matrimonio y acercó a la pareja en su dolor compartido. Arthur Schlesinger escribió que mientras el presidente Kennedy siempre «miraba a Jacqueline con genuino afecto y orgullo», su matrimonio «nunca pareció más sólido que en los últimos meses de 1963». Aristóteles Onassis, entonces amigo de Jacqueline, era consciente de su depresión y la invitó a su yate a recuperarse. Al principio, el presidente Kennedy tenía reservas, pero cedió porque creía que sería «bueno para ella». El viaje fue ampliamente desaprobado dentro de la administración Kennedy, por gran parte del público en general y en el Congreso. La primera dama regresó a los Estados Unidos el 17 de octubre de 1963. Más tarde diría que lamentaba estar lejos, pero que había estado «melancólica después de la muerte de mi bebé».

## El asesinato y funeral del Presidente John F. Kennedy

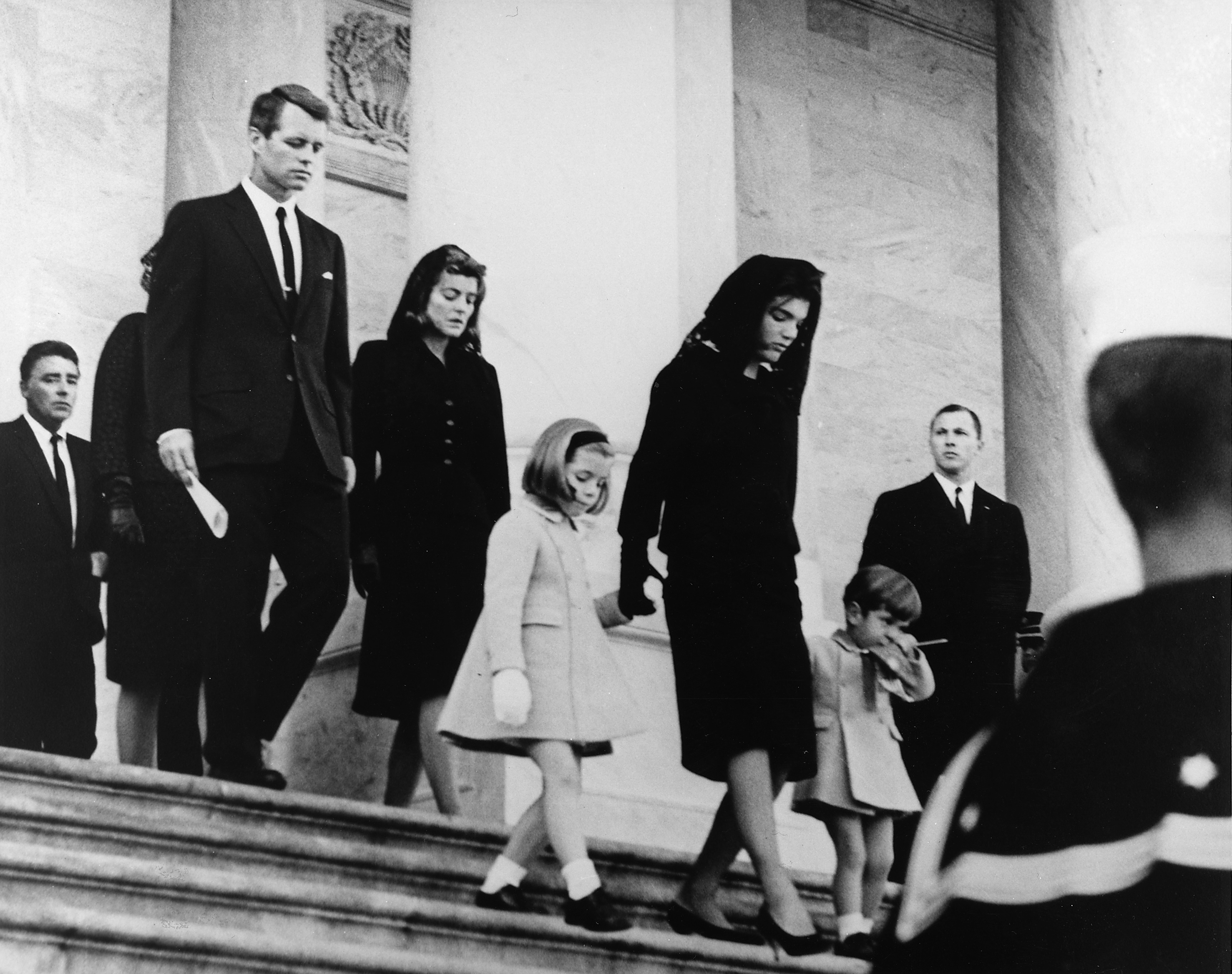
Jacqueline Kennedy, Robert F. Kennedy, John Jr., Caroline, y Peter Lawford saliendo del capitolio de Estados Unidos luego del funeral de John F. Kennedy el 28 de noviembre de 1963.

El 21 de noviembre de 1963, la primera dama y el presidente salieron de la Casa Blanca para un viaje político a Texas: esta fue la primera vez que se unió a su marido en un viaje como ese en los Estados Unidos. Después de un desayuno el 22 de noviembre, tomaron un vuelo muy corto en el Air Force One desde la base de la Fuerza Aérea Carswell de Fort Worth hasta Love Field en Dallas, acompañados por el gobernador de Texas John Connally y su esposa Nellie. La primera dama llevaba un traje Chanel de color rosa y un sombrero pillbox a juego, conjunto que había sido seleccionado personalmente por el presidente Kennedy. Una caravana de 9,5 millas (15,3 km) debía llevarlos al Trade Mart, donde el presidente tenía previsto hablar en un almuerzo. La primera dama estaba sentada al lado de su esposo en la limusina presidencial, con el gobernador y su esposa sentados frente a ellos. El vicepresidente Lyndon B. Johnson y su esposa los siguieron en otro automóvil en la caravana.
Después de que la caravana de automóviles aclamada por la multitud dobló la esquina hacia Elm Street en Dealey Plaza, la primera dama escuchó lo que ella pensó que era una motocicleta que petardeaba y no se dio cuenta de que fue un disparo hasta que oyó gritar al gobernador Connally. En 8,4 segundos, dos disparos más habían sonado, el primer disparo atravesó la garganta del presidente impactando también al gobernador en su tórax; el segundo disparo impactó a su marido en la cabeza. Casi de inmediato, ella comenzó a subir a la parte trasera de la limusina. El agente del Servicio Secreto Clint Hill luego dijo a la Comisión Warren que pensó que ella, en shock, había estado buscando sobre la carrocería partes del cráneo de su esposo que habían salido volando. Hill corrió hacia el automóvil y saltó sobre él, dirigiéndola de vuelta a su asiento. Mientras Hill se paraba en el parachoques trasero, el fotógrafo de Associated Press Ike Altgens tomó una fotografía que apareció en las primeras páginas de los periódicos de todo el mundo. Más tarde Jaqueline testificaría que vio las fotos «de mí saliendo por la parte trasera. Pero no recuerdo eso en absoluto». 
El presidente fue trasladado al Hospital Parkland de Dallas. A petición suya, a la primera dama se le permitió estar presente en la sala de operaciones. Después de que su esposo fuera declarado muerto, Jacqueline se negó a quitarse la ropa manchada de sangre y, según los informes, lamentó haberse lavado la sangre de la cara y las manos, explicando a Lady Bird Johnson que quería «que vieran lo que le han hecho a Jack». Continuó usando el traje rosa manchado de sangre cuando abordó el Air Force One y se paró al lado de Johnson cuando tomó el juramento como presidente. El atuendo sin lavar fue donado a la Administración Nacional de Archivos y Registros en 1964, y bajo los términos de un acuerdo con su hija Caroline Kennedy, no se exhibirá públicamente hasta 2103. El biógrafo de Johnson Robert Caro escribió que Johnson quería a Jacqueline presente en su toma de posesión para demostrar la legitimidad de su presidencia a los leales a JFK y al mundo en general. 
Kennedy tomó un papel activo en la planificación del funeral de estado de su esposo, y lo organizó a la manera del servicio por Abraham Lincoln. Solicitó un ataúd cerrado, anulando los deseos de su cuñado, Robert. El servicio fúnebre se celebró en la catedral de San Mateo Apóstol en Washington D. C. y el entierro se llevó a cabo en el cercano cementerio Nacional de Arlington. Jacqueline condujo la procesión a pie y encendió la llama eterna, creada a petición suya, en la tumba. Lady Jeanne Campbell informó a The London Evening Standard: «Jacqueline Kennedy le ha dado al pueblo estadounidense una cosa que siempre habían anhelado: "Majestuosidad"». 
Una semana después del asesinato, el nuevo presidente Lyndon Baines Johnson estableció la Comisión Warren, dirigida por el presidente del Tribunal Supremo Earl Warren, para investigar el asesinato. Diez meses después, la Comisión emitió su informe con el hallazgo de que Lee Harvey Oswald había actuado solo cuando asesinó al presidente Kennedy. En privado, a su viuda le importaba poco la investigación y afirmaba que, aunque tuvieran al sospechoso correcto, no recuperaría a su marido. Sin embargo, ella dio una deposición a la Comisión Warren.
Tras el asesinato la cobertura mediática se había centrado intensamente en ella durante y después del entierro, pero Jacqueline dio un paso atrás retirándose de la vista pública oficial, aparte de una breve aparición en Washington para honrar al agente del Servicio Secreto, Clint Hill, que había escalado a bordo de la limusina en Dallas para tratar de protegerla a ella y al presidente.

## Después del asesinato

### Período del luto y apariciones posteriores
El 29 de noviembre de 1963, una semana después del asesinato de su marido, Kennedy fue entrevistada en Hyannis Port por Theodore H. White para la revista Life. En esa entrevista, ella comparó los años de Kennedy en la Casa Blanca con el mítico Camelot del Rey Arturo, comentando que el presidente a menudo reproducía la pieza principal del musical de Lerner y Loewe antes de retirarse a la cama. También citó a la reina Ginebra del musical, tratando de expresar cómo se sintió ella con la pérdida. La era de la administración Kennedy a menudo se la conocería como la «Era de Camelot», aunque los historiadores han argumentado posteriormente que la comparación no es apropiada, con Robert Dallek afirmando que, «Su esfuerzo de glorificar a su esposo debe haberle proporcionado un escudo terapéutico contra el dolor inmovilizador». Kennedy y sus hijos permanecieron en la Casa Blanca durante dos semanas después del asesinato (hasta el 6 de diciembre de 1963). 
Queriendo «hacer algo bueno por Jackie», el presidente Johnson le ofreció un puesto de embajadora en Francia, consciente de su herencia y afición por la cultura del país, pero rechazó la oferta, así como las posteriores ofertas de la embajada en México y en el Reino Unido. A petición suya, Johnson cambió el nombre del centro espacial de Florida al de Centro espacial John F. Kennedy una semana después del asesinato. Kennedy luego elogió públicamente a Johnson por su amabilidad hacia ella. 
Kennedy pasó 1964 de luto e hizo pocas apariciones públicas. En el invierno siguiente al asesinato, ella y los niños se quedaron en la casa de Averell Harriman en Georgetown. El 14 de enero de 1964, Kennedy hizo una aparición televisiva desde la oficina del fiscal general, agradeciendo al público los «cientos de miles de mensajes» que había recibido desde el asesinato y diciendo que había sido sostenida por el afecto de Estados Unidos hacia su difunto esposo. 
Había comprado una casa para ella y sus hijos en Georgetown, pero la vendió más tarde en 1964 y compró un ático en el piso 15 por $250.000 en 1040 Fifth Avenue en Manhattan con la esperanza de tener más privacidad.
En los años siguientes, Kennedy asistió a las selectas dedicaciones conmemorativas a su difunto esposo. También supervisó la instauración de la Biblioteca y Museo Presidencial John F. Kennedy, que es el depósito de los documentos oficiales de la Administración Kennedy. Diseñado por el arquitecto IM Pei, está situado junto al campus de la Universidad de Massachusetts en Boston.
A pesar de haber encargado al historiador William Manchester la publicación autorizada del libro sobre la muerte del presidente Kennedy, La Muerte de un Presidente, Jacqueline fue objeto de una gran atención mediática en 1966-1967 cuando ella y Robert Kennedy trataron de bloquear la publicación. Demandaron a los editores Harper & Row en diciembre de 1966; la demanda se resolvió al año siguiente cuando Manchester eliminó pasajes que detallaban la vida privada del presidente Kennedy. White vio la prueba como una validación de las medidas que la familia Kennedy, en particular Jacqueline, estaba dispuesta a tomar para preservar la imagen pública del presidente Kennedy.
Durante la guerra de Vietnam en noviembre de 1967, la revista Life apodó a Kennedy «embajadora errante no oficial de Estados Unidos» cuando ella y David Ormsby-Gore, exembajador británico en los Estados Unidos durante la administración Kennedy, viajaron a Camboya, donde visitaron el complejo religioso de Angkor Wat con el jefe de Estado Norodom Sihanouk. Según el historiador Milton Osbourne, su visita fue «el comienzo de la reparación de las relaciones entre Camboya y Estados Unidos, que había estado en un punto muy bajo». También asistió a los servicios funerarios de Martin Luther King, Jr. en Atlanta, Georgia, en abril de 1968, a pesar de su renuencia inicial debido a las multitudes y los recordatorios de la muerte del presidente Kennedy.

### Relación con Robert Kennedy
Después del asesinato, Jacqueline confió en gran medida en su cuñado Robert F. Kennedy; ella lo observó como el «menos parecido a su padre» de los hermanos Kennedy. Él había sido una fuente de apoyo después de que ella había sufrido un aborto involuntario al principio de su matrimonio; era él, no su esposo, quien se quedó con ella en el hospital. Después del asesinato, Robert se convirtió en un padre sustituto de sus hijos hasta las eventuales demandas de su propia familia numerosa y sus responsabilidades, ya que el fiscal general le exigió que redujera la atención. Le dio crédito a Jackie por convencerlo de que se quedara en la política, y ella apoyó su candidatura de 1964 para senador de los Estados Unidos desde Nueva York. 
La ofensiva del Tet de enero de 1968 en Vietnam provocó una caída en las cifras de las encuestas de popularidad del presidente Johnson, y los asesores de Robert Kennedy lo instaron a participar en la próxima carrera presidencial. Cuando Art Buchwald le preguntó si tenía intención de declinar, Robert respondió: «Eso depende de lo que Jackie quiera que haga». Ella se reunió con él por esa época y lo animó a postularse después de haberle aconsejado previamente que no siguiera a Jack, sino que «fuera él mismo». En privado, ella estaba preocupada por su seguridad; creía que Robert era aún más odiado que su esposo y que había «tanto odio» en los Estados Unidos. Ella le confió sobre estos sentimientos, pero por su propia cuenta, él era «fatalista» como ella. A pesar de sus preocupaciones, Jacqueline hizo campaña por su cuñado y lo apoyó, y en un momento incluso mostró un absoluto optimismo de que a través de su victoria, los miembros de la familia Kennedy volverían a ocupar la Casa Blanca.
Poco después de la medianoche del 5 de junio de 1968, Robert Kennedy fue herido de muerte por disparos minutos después de que él y una multitud de sus partidarios celebraran su victoria en las primarias presidenciales demócratas de California. Jacqueline Kennedy se trasladó a Los Ángeles desde Manhattan para reunirse con su esposa Ethel Kennedy, su cuñado Ted Kennedy y los otros miembros de la familia Kennedy al lado de su cama del hospital. Bobby Kennedy nunca recuperó la conciencia y murió 26 horas después del tiroteo.

### Matrimonio con Aristóteles Onassis
Después de la muerte de Robert Kennedy, Jacqueline habría sufrido una recaída de la depresión que había sufrido en los días posteriores al asesinato de su esposo, casi cinco años antes. Llegó a temer por su vida y la de sus hijos, y dijo: «Si matan a los Kennedy, entonces mis hijos son objetivos. Quiero salir de este país».
El 20 de octubre de 1968, Kennedy se casó con su viejo amigo Aristóteles Onassis, un adinerado magnate del transporte naval griego que pudo proporcionar la privacidad y la seguridad que buscaba para ella y sus hijos. La boda tuvo lugar en Skorpios, la isla griega privada de Onassis en el Mar Jónico. Después de casarse con Ari, tomó el nombre legal de Jacqueline Kennedy Onassis (se rehusó a perder el apellido Kennedy). El matrimonio le trajo una considerable publicidad adversa. El hecho de que Aristóteles estaba divorciado y su exesposa Athina Livanos todavía vivía, llevó a la especulación de que Jacqueline podría ser excomulgada por la Iglesia católica, aunque esa preocupación fue descartada explícitamente por el arzobispo de Boston, el cardenal Richard Cushing, como «tonterías». 
Durante su matrimonio, la pareja habitó seis residencias diferentes: su apartamento de 15 habitaciones en la Quinta Avenida en Manhattan, su granja de caballos en Nueva Jersey, su apartamento Avenue Foch en París, su isla privada Skorpios, su casa en Atenas y su yate de 325 pies (99 m) Christina O. Kennedy se aseguró de que sus hijos continuaran en conexión con la familia Kennedy, haciendo que Ted Kennedy los visitara a menudo. Desarrolló una relación cercana con Ted, y desde entonces estuvo involucrado en sus apariciones públicas.
La salud de Aristóteles Onassis se deterioró rápidamente después de la muerte de su hijo Alexander en un accidente aéreo en 1973. Murió de insuficiencia respiratoria a los 69 años en París el 15 de marzo de 1975. Su legado financiero estaba severamente limitado por la ley griega, que dictó cuánto podría heredar una cónyuge sobreviviente no griega. Después de dos años de disputas legales, Kennedy finalmente aceptó un acuerdo de $26 millones de parte de Christina Onassis, hija de Aristóteles y única heredera, y renunció a todos los demás reclamos de la herencia de Onassis.

## Años posteriores
Después de la muerte de su segundo esposo, Kennedy regresó permanentemente a los Estados Unidos, dividiendo su tiempo entre Manhattan, Martha's Vineyard y el complejo Kennedy en Hyannis Port, Massachusetts. En 1975, se convirtió en editora consultora en Viking Press, un puesto que ocupó durante dos años.
Después de casi una década de evitar participar en eventos políticos, asistió a la Convención Nacional Demócrata de 1976 y asombró a los delegados reunidos cuando ella apareció en la galería de visitantes. Renunció a Viking Press en 1977 después de la falsa acusación por parte del diario The New York Times de que ella era responsable de la publicación de la novela de Jeffrey Archer, Shall We Tell the President, la cual se ambienta en una futura presidencia ficticia de Ted Kennedy y se describe un plan de asesinato en su contra. Dos años más tarde, apareció junto a su suegra Rose Kennedy en Faneuil Hall en Boston cuando Ted Kennedy anunció que iba a desafiar al actual Presidente Jimmy Carter para la nominación demócrata a la presidencia. Ella participó en la siguiente campaña presidencial, que fue infructuosa. 
Tras su renuncia a Viking Press, Jacqueline fue contratada por Doubleday, donde trabajó como editora asociada con un viejo amigo, John Turner Sargent. Entre los libros que editó para la editorial están The Cartoon History of the Universe de Larry Gonick , la traducción al inglés de los tres volúmenes de Trilogía de El Cairo de Naguib Mahfuz (con Martha Levin), y las autobiografías de la bailarina Gelsey Kirkland, la cantautora Carly Simon, y el icono de la moda Diana Vreeland. También alentó a Dorothy West, su vecina en Martha's Vineyard y la última miembro sobreviviente del Renacimiento de Harlem, a completar la novela The Wedding (1995), una historia multigeneracional sobre raza, clase, riqueza y poder en los Estados Unidos.
Además de su trabajo como editora, Kennedy participó en la preservación cultural y arquitectónica. En la década de 1970, dirigió una campaña de preservación histórica para salvar de la demolición y renovar la estación Grand Central Terminal en Nueva York. Una placa dentro de la terminal reconoce su papel prominente en su preservación. En la década de 1980, fue una figura importante en las protestas contra un rascacielos planificado en Columbus Circle que habría arrojado grandes sombras sobre el Central Park; el proyecto fue cancelado.

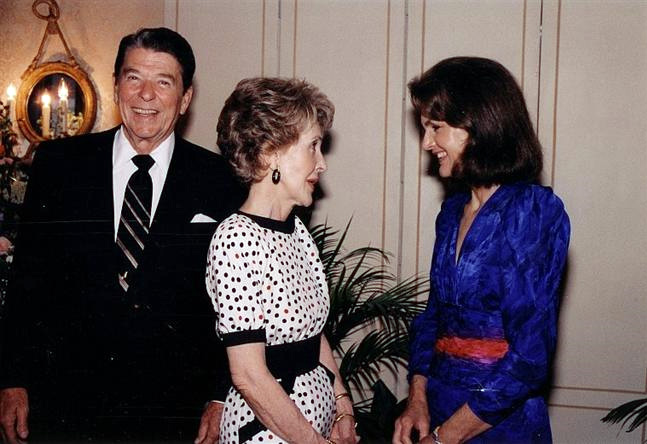
Ronald Reagan y su esposa Nancy Reagan con Kennedy en 1985.

Kennedy Onassis siguió siendo objeto de considerable atención de la prensa, más notoriamente en relación con el fotógrafo de paparazzis Ron Galella, quien la siguió y fotografió mientras realizaba sus actividades cotidianas sin su permiso. Finalmente obtuvo una orden de restricción en su contra, y la situación llamó la atención sobre el problema de las fotografías de los paparazzis. 
Desde 1980 hasta su muerte, Jacqueline mantuvo una relación cercana con Maurice Tempelsman, quien era su compañero y asesor financiero personal; era un empresario y comerciante de diamantes nacido en Bélgica que estaba distanciado de su esposa. 
A principios de la década de 1990, la ex primera dama Kennedy apoyó a Bill Clinton y contribuyó con dinero para su campaña presidencial. Después de la elección, se encontró con la primera dama Hillary Clinton y le aconsejó criar a un niño en la Casa Blanca. En su libro Living History, Clinton escribió que Jackie Kennedy fue «una fuente de inspiración y consejo para mí». La consultora demócrata Ann Lewis observó que Kennedy se había comunicado con los Clinton «de una manera en que no siempre ha actuado para liderar a los demócratas en el pasado».

## Enfermedad, muerte y funeral

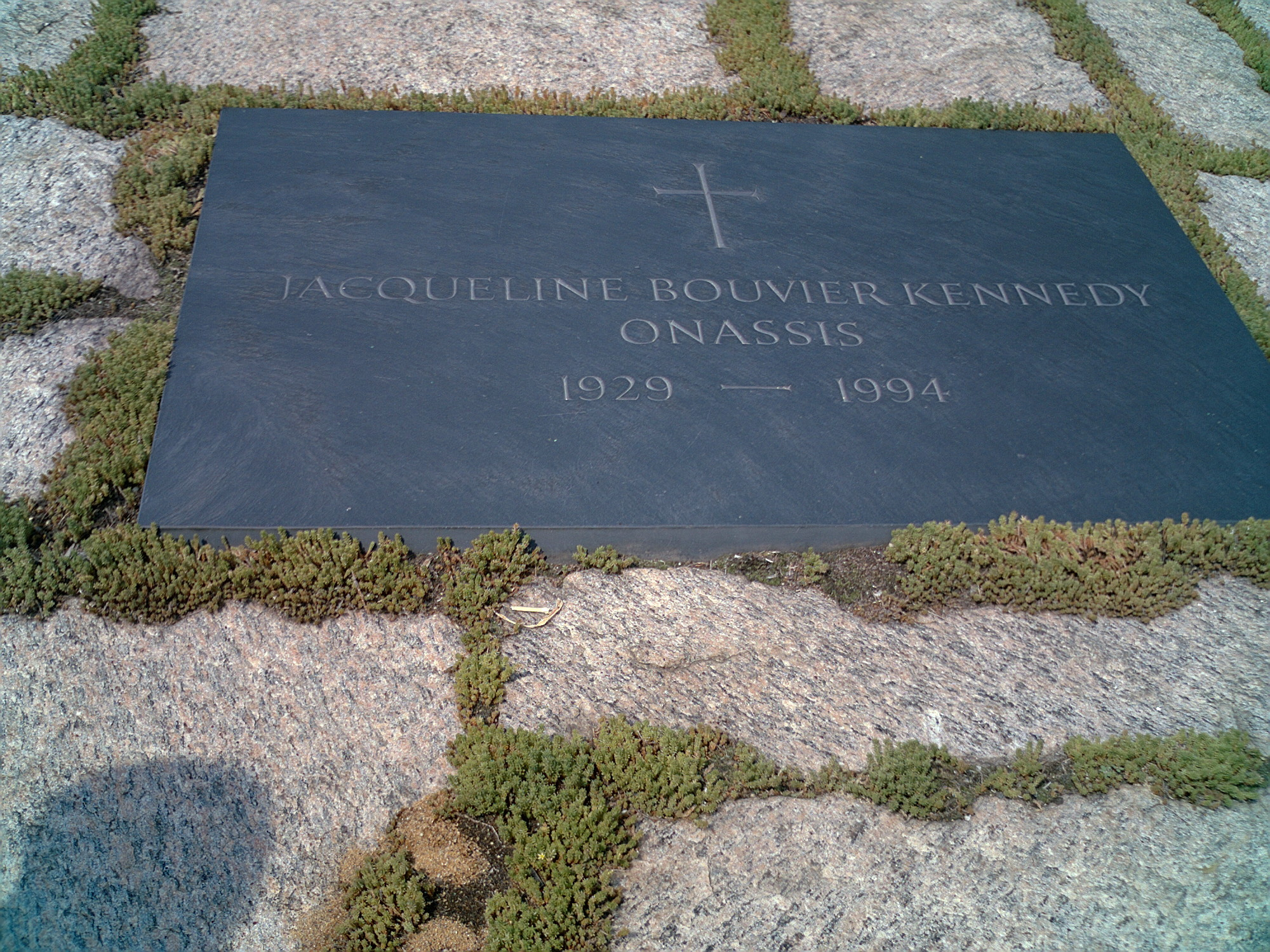
Tumba de Jacqueline Lee Kennedy Onassis en el Cementerio de Arlington.

En noviembre de 1993, sufrió un accidente al caer de su caballo mientras participaba en una cacería de zorros en Middleburg, Virginia, y fue llevada al hospital para ser examinada. Se descubrió un ganglio linfático inflamado en la ingle, el cual fue inicialmente diagnosticado por el médico como causado por la infección. La caída del caballo contribuyó a un deterioro de su salud durante los siguientes seis meses. En diciembre, Jackie desarrolló nuevos síntomas, incluyendo dolor de estómago y ganglios linfáticos inflamados en el cuello, y fue diagnosticada con el cáncer llamado Linfoma no hodgkiniano.
Comenzó la quimioterapia en enero de 1994 y anunció públicamente el diagnóstico cuando declaró que el pronóstico inicial era bueno.
Continuó trabajando en Doubleday, pero en marzo el cáncer se había extendido a la médula espinal y al cerebro, y en mayo al hígado.
Hizo su último viaje a casa desde el Hospital presbiteriano de Nueva York el 18 de mayo de 1994. La noche siguiente a las 10:15 p. m., John F. Kennedy, Jr. anunció a la prensa la muerte de su madre, afirmando que había estado «rodeada de sus amigos, su familia y sus libros, y de la gente y las cosas que amaba». Añadió que «Ella lo hizo a su manera y en sus propios términos, y todos nos sentimos afortunados por ello».
El 23 de mayo de 1994, su misa funeraria se celebró a pocas cuadras de su apartamento en la Iglesia de San Ignacio de Loyola, la parroquia católica donde fue bautizada en 1929 y realizó su confirmación de adolescente. Fue enterrada en el Cementerio Nacional de Arlington en Arlington, Virginia, junto con el presidente Kennedy, su hijo Patrick y su hija mortinata Arabella.
El presidente Bill Clinton pronunció una elegía en su servicio fúnebre. En el momento de su muerte, fue sobrevivida por sus hijos Caroline y John Jr, sus tres nietos, su hermana Lee Radziwill, su yerno Edwin Schlossberg y su medio hermano James Lee Auchincloss. Dejó un patrimonio que sus ejecutores valoraron en 43,7 millones de dólares.